# Agustín Obando
Javier Agustín Obando (Monte Caseros, Corrientes, Argentina 11 de marzo del 2000) es un futbolista argentino. Juega como centrocampista en el Club Atlético Banfield de la Liga Profesional.

## Trayectoria
Obando pasaba sus veranos de niñez en la ciudad de Monte Caseros (Corrientes), donde disputaba un torneo de verano con un equipo amateur llamado Deportivo GB. Sería allí donde comenzaría a llamar la atención y esto lo llevaría a jugar para el Club Samuel W. Robinson. Haría una prueba exitosa en el conjunto azul y oro, con Boca Juniors disputó la Weifang Cup 2018, en donde recibiría el premio al mejor jugador del campeonato.

### Boca Juniors
Firmó en 2019 su primer contrato como profesional en el club. Debutaría el 6 de abril jugando en gran nivel en el empate de Boca 1-1 ante Club Atlético Aldosivi por la Superliga 2018-19. El 19 de abril, fue titular en la victoria 2-0 ante Estudiantes de Río Cuarto y lo sería también en el 1-2 sobre Godoy Cruz en Mendoza por la Copa de la Superliga 2019, el correntino sumó tres asistencias en los tres partidos que disputaría. El 4 de agosto, Obando jugó dando una correcta actuación en el triunfo de Boca 0-2 sobre Patronato por la Superliga 2019-20. El 18 de agosto, Obando mostraría un muy buen nivel en el triunfo de Boca 2-0 sobre Aldosivi por la fecha 3 de la Superliga 2019-20.  El 25 de agosto de 2019, Obando hizo un irregular encuentro en el triunfo de Boca 0-1 sobre Banfield por la fecha 4 de la Superliga 2019-20.

## Selección nacional
En 2018, fue sparring de la selección de su país de cara al Mundial de Rusia disputado ese mismo año. Formó parte del seleccionado Sub-15, Sub-17 y Sub-20.

## Estadísticas
Actualizado el 7 de octubre de 2023
| Boca Juniors Argentina | 1.ª           | 2019          | 1  | 0 | 0 | 4  | 0 | 2 | 1  | 0 | 0 | 6  | 0 | 2 |
| Boca Juniors Argentina | 1.ª           | 2019-20       | 11 | 0 | 0 | 1  | 0 | 0 | 1  | 0 | 0 | 13 | 0 | 0 |
| Boca Juniors Argentina | 1.ª           | 2020-21       | 0  | 0 | 0 | 15 | 1 | 1 | 6  | 0 | 0 | 21 | 1 | 1 |
| Boca Juniors Argentina | 1.ª           | 2021          | 3  | 1 | 0 | 1  | 0 | 0 | 0  | 0 | 0 | 4  | 1 | 0 |
| Boca Juniors Argentina | Total         | Total         | 15 | 1 | 0 | 21 | 1 | 3 | 8  | 0 | 0 | 44 | 2 | 3 |
| Tigre Argentina | 1.ª           | 2022          | 11 | 0 | 0 | 15 | 2 | 0 | -  | - | - | 26 | 2 | 0 |
| Tigre Argentina | 1.ª           | 2023          | 8  | 0 | 0 | 3  | 0 | 0 | 2  | 0 | 0 | 13 | 0 | 0 |
| Tigre Argentina | Total         | Total         | 19 | 0 | 0 | 18 | 2 | 0 | 2  | 0 | 0 | 39 | 2 | 0 |
| Total carrera | Total carrera | Total carrera | 34 | 1 | 0 | 39 | 3 | 3 | 10 | 0 | 0 | 83 | 4 | 3 |
| (1) Incluye Copa Argentina, Supercopa Argentina y Copa de la Superliga Argentina. (2) Incluye Copa Libertadores de América. |               |               |    |   |   |    |   |   |    |   |   |    |   |   |

## Palmarés

### Campeonatos nacionales
| Título              | Equipo             | País      | Año     |
| ------------------- | ------------------ | --------- | ------- |
| Supercopa Argentina | C. A. Boca Juniors | Argentina | 2018    |
| Primera División    | C. A. Boca Juniors | Argentina | 2019-20 |
| Copa de la Liga     | C. A. Boca Juniors | Argentina | 2020    |
| Copa Argentina      | C. A. Boca Juniors | Argentina | 2019-20 |